# Tom Moore
Tom Moore o Sir Thomas Moore, conegut popularment com a capità Tom, (Keighley, Anglaterra, 30 d'abril de 1920 - Bedford, Anglaterra, 2 de febrer de 2021), va ser un oficial i un home de negocis de l'exèrcit britànic conegut per recaptar diners amb finalitats benèfiques en el període previ al seu 100è aniversari durant la pandèmia COVID-19.
Moore va servir a l'Índia i la campanya de Birmània durant la Segona Guerra Mundial, i més tard es va convertir en instructor de la guerra blindada. Després de la guerra, va treballar com a director general d'una empresa de formigó i també fou un pilot de motos.
El 6 d'abril de 2020, a l'edat de noranta-nou anys, Moore va començar a caminar llargs del seu jardí amb un caminador per recollir ajuda a través de NHS Charities Together, una organització benèfica que actua com a veu col·lectiva de les organitzacions benèfiques del NHS, a més de coordinar els esforços nacionals de recaptació de fons. L'objectiu era el de recaptar 1.000 lliures esterlines pel seu centenari aniversari. Durant els vint-i-quatre dies de recaptació de fons, va fer moltes aparicions als mitjans i es va convertir en un nom popular al Regne Unit, aconseguint diversos reconeixements i més d'1,5 milions de donacions individuals. En reconeixement dels seus esforços, va rebre el premi Helen Rollason de la personalitat esportiva de l'any de la BBC a la cerimònia del 2020. Va recitar la lletra de la cançó "You're Never Walk Alone" cantada per Michael Ball, amb els ingressos destinats a la mateixa organització benèfica. El senzill va encapçalar les llistes musicals del Regne Unit, convertint-lo en la persona més gran que va aconseguir el número u del Regne Unit.
El matí del centenari aniversari de Moore, el total recaptat per la seva caminada va superar els 30 milions de lliures esterlines i, quan es va tancar la campanya al final d'aquest dia, s'havia augmentat a més de 32,79 milions de lliures esterlines. El seu aniversari va ser marcat de diverses maneres, inclosos els flypasts de la Royal Air Force i l'exèrcit britànic. Va rebre més de 150.000 targetes i fou nomenat coronel honorari del College of Army Foundation. El 17 de juliol de 2020, la reina Elisabet II el va investir personalment com cavaller al castell de Windsor. Va morir de COVID-19 el 2 de febrer de 2021 a l'hospital de Bedford.